# Veuilly-la-Poterie
Veuilly-la-Poterie település Franciaországban, Aisne megyében. Lakosainak száma 155 fő (2022. január 1.). Veuilly-la-Poterie Bussiares, Gandelu, Hautevesnes, Marigny-en-Orxois és Saint-Gengoulph községekkel határos.

## Népesség
A település népessége az elmúlt években az alábbi módon változott:
| Lakosok száma | 131  | 116  | 107  | 134  | 146  | 150  | 155  | 157  | 156  | 155  |
|               | 1968 | 1982 | 1990 | 2006 | 2013 | 2015 | 2017 | 2019 | 2020 | 2022 |